# Euonymus americanus
Euonymus americanus is een bloeiende plantensoort uit de kardinaalsmutsfamilie (Celastraceae). De plant wordt ook wel "strawberry bush" (vertaling: aardbeistruik) genoemd. De plant is inheems in de oostelijke Verenigde Staten.
De bladverliezende heester groeit tot 2 meter hoog. De tegenover elkaar gelegen bladeren hebben een leerachtige of papierachtige textuur en worden tot 10 centimeter lang. Bloemen groeien in de bladoksels op steeltjes van maximaal 2,2 centimeter lang. De geelgroene kelkbladen zijn 1 of 2 centimeter lang en de groenachtige of roodachtige bloemblaadjes erboven zijn kleiner. De vruchtcapsule is ongeveer 1,5 centimeter breed met een rode wratachtige of stekelige bekleding. De capsule bestaat uit vijf secties, die de zaden, bedekt met kleinere felrode zaadjes, onthullen.
De zaden worden verspreid door dieren.